# نيكولاس ساوندرسن
نيكولاس ساوندرسن (بالإنجليزية: Nicholas Saunderson)‏ (1 يناير 1682– 19 أبريل 1739) هو عالم رياضيات إنجليزي أعمى، وزميل الجمعية الملكية.